# Sato Kazuki (cầu thủ bóng đá, sinh 1993)
Kazuki Sato (佐藤 和樹 Satō Kazuki, sinh ngày 18 tháng 5 năm 1993) là một cầu thủ bóng đá người Nhật Bản.

## Sự nghiệp câu lạc bộ
Anh được giải phóng khỏi Nagoya Grampus sau 5 mùa giải với câu lạc bộ.

## Thống kê câu lạc bộ
Cập nhật đến ngày 23 tháng 2 năm 2016.
| Thành tích câu lạc bộ | Thành tích câu lạc bộ | Thành tích câu lạc bộ | Giải vô địch | Giải vô địch | Cúp                   | Cúp                   | Cúp Liên đoàn | Cúp Liên đoàn | Tổng cộng | Tổng cộng |
| Mùa giải              | Câu lạc bộ            | Giải vô địch          | Số trận      | Bàn thắng    | Số trận               | Bàn thắng             | Số trận       | Bàn thắng     | Số trận   | Bàn thắng |
| Nhật Bản              | Nhật Bản              | Nhật Bản              | Giải vô địch | Giải vô địch | Cúp Hoàng đế Nhật Bản | Cúp Hoàng đế Nhật Bản | J. League Cup | J. League Cup | Tổng cộng | Tổng cộng |
| --------------------- | --------------------- | --------------------- | ------------ | ------------ | --------------------- | --------------------- | ------------- | ------------- | --------- | --------- |
| 2012                  | Nagoya Grampus        | J. League 1           | 0            | 0            | 1                     | 0                     | 0             | 0             | 1         | 0         |
| 2013                  | Nagoya Grampus        | J. League 1           | 0            | 0            | 0                     | 0                     | 0             | 0             | 0         | 0         |
| 2014                  | Nagoya Grampus        | J. League 1           | 3            | 0            | 3                     | 2                     | 2             | 0             | 8         | 2         |
| 2015                  | Nagoya Grampus        | J. League 1           | 1            | 0            | 0                     | 0                     | 2             | 0             | 3         | 0         |
| Tổng                  | Tổng                  | Tổng                  | 4            | 0            | 4                     | 2                     | 4             | 0             | 12        | 2         |